# 米斯巴赫县
米斯巴赫县（德語：Landkreis Miesbach）是德国巴伐利亚州的一个县，隶属于上巴伐利亚行政区，首府米斯巴赫。

## 華語譯名
由於兩岸對於德國行政區「Landkreis」翻譯的不同，台灣稱為「米斯巴赫郡」；中國大陸稱為「米斯巴赫縣」。

## 地理
米斯巴赫县北面与慕尼黑县，东面与罗森海姆县，南面与奥地利蒂罗尔州的庫夫施泰因縣和施瓦茨縣，西面与巴特特尔茨-沃尔夫拉茨豪森县相邻。